# Temple d'August de Barcelona
El temple d'August de Barcelona fou un edifici de la colònia romana de Bàrcino dedicat al culte imperial a August, les restes del qual es troben a la seu del Centre Excursionista de Catalunya, al carrer del Paradís de Barcelona, i estan catalogades com a bé cultural d'interès nacional. Actualment és un espai patrimonial del Museu d'Història de Barcelona.

## Descripció
La casa del número 10 del carrer del Paradís, seu del Centre Excursionista de Catalunya, és un edifici d'època gòtica. A l'interior es conserven quatre columnes corínties de l'únic temple conegut de la Bàrcino romana. Aquest temple, suposadament dedicat a August, s'erigia al punt més alt de la ciutat romana, en el que els documents medievals anomenen Mons Tàber (el lloc més alt del qual es assenyalat per una roda de molí col·locada al paviment del carrer del Paradís, davant de la porta de l'edifici), i en un dels costats del fòrum, que podria correspondre aproximadament a l'actual plaça de Sant Jaume.

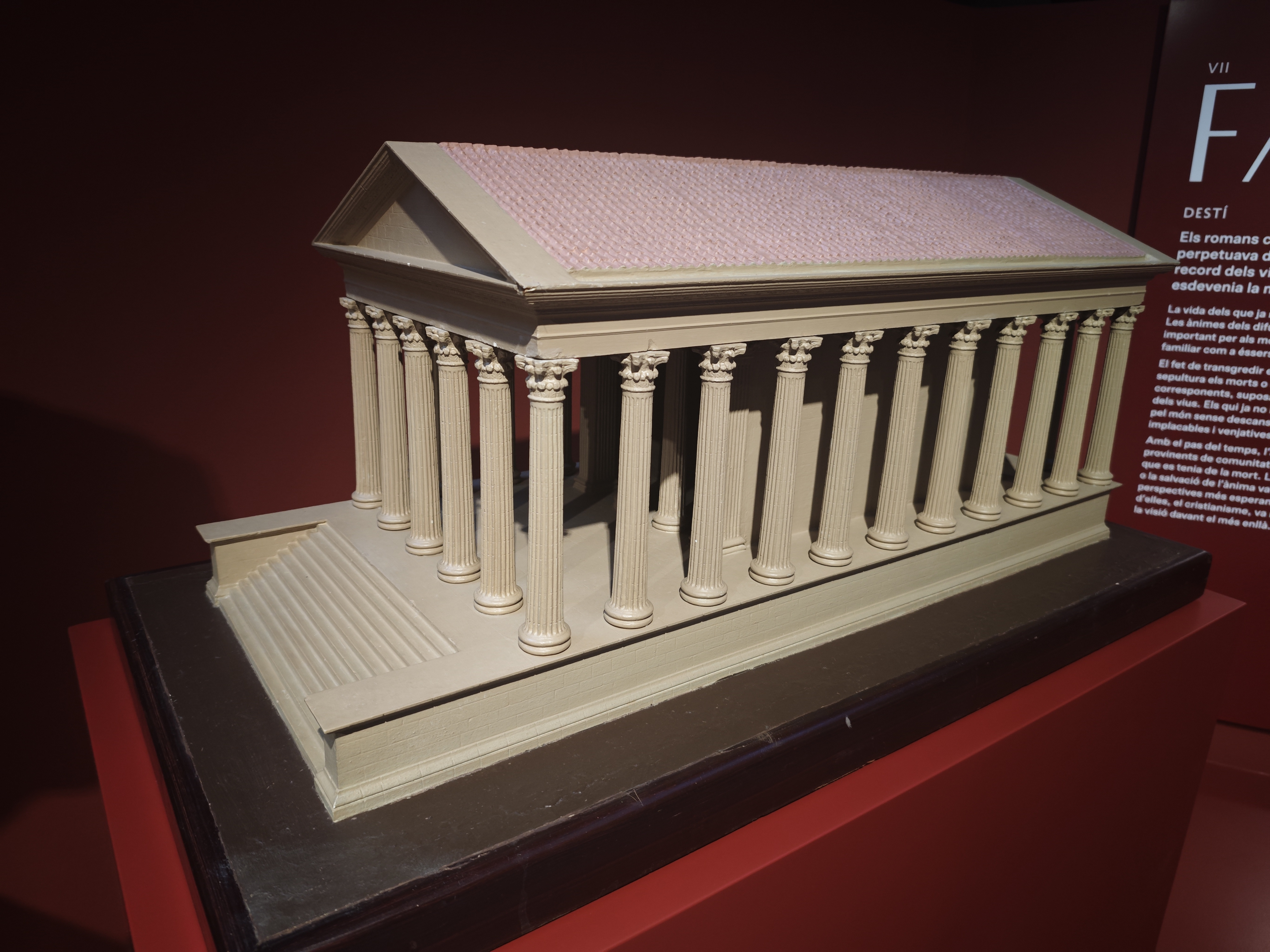
Maqueta del temple d'August a Barcino, 1936 - MAC

El conjunt és avui format per quatre columnes estriades, amb capitells corintis, de factura tosca, i entaulament. Les columnes formarien part d'un temple hexàstil i perípter, és a dir, que estava rodejat de columnes i en tenia sis a la part frontal.

## Història

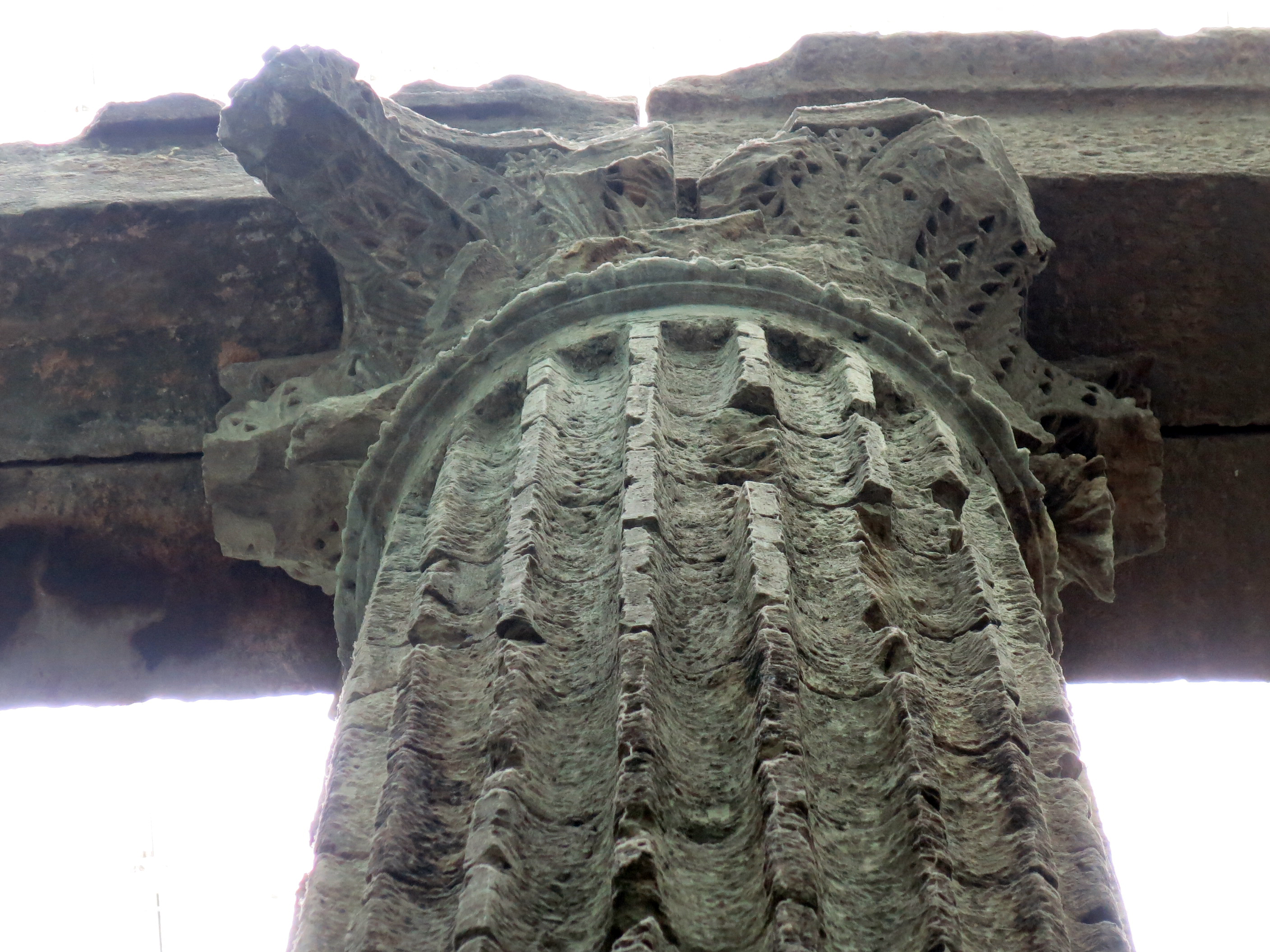
Detall d'una de les columnes

L'existència d'aquestes columnes és documentada des del segle xiv i, amb més certesa, d'ençà el segle xv. Diversos autors s'hi referiren, i en donaren les interpretacions més variades, des de les que consideraven que formaven part de la tomba del llegendari rei Hispan, de la d'Hèrcules o d'Ataülf, fins a les que les feien part d'un aqüeducte que portava aigua a la ciutat.
El 1830, l'arquitecte Antoni Cellers va redactar una memòria descriptiva i un plànol de la planta del temple, a partir de diverses excavacions pagades per la Junta de Comerç de Barcelona. Cellers va arribar a la conclusió que era un temple hexàstil (és a dir, que tenia sis columnes a la part frontal) i perípter (amb columnes a l'entorn de la cel·la), de 17,5 m per 44 m, i que atribuí erròniament als cartaginesos.
Sembla que la hipòtesi que el temple era dedicat a August és reafirmada per Josep Puig i Cadafalch, que també el descriu com de tipus perípter i hexàstil, amb onze columnes a cada ala comptant-hi les cantoneres, sis a la part frontal i sis més al posticum. El conjunt estaria alçat en un pòdium d'un terç de l'alçada de les columnes. El mateix Puig i Cadafalch i Agustí Duran i Sanpere el van situar en els darrers temps de la República romana, o més versemblantment, en els primers anys de l'Imperi Romà. Atès que la Bàrcino romana va ser creada en temps d'August, el temple no pot ser anterior a aquesta data. L'estudi estilístic de les columnes i la situació del temple, que possiblement fa part de la primera ordenació urbana de la ciutat, fan pensar que la seva cronologia s'ha de situar a inicis del segle i dC.
L'any 1906, tot l'edifici del carrer del Paradís, 10 fou restaurat per l'arquitecte Domènech i Montaner. El 1929, es trobaren alguns fragments de cornisa a la casa dels Canonges.
L'any 1850, en ser enderrocada una casa del carrer de la Llibreteria, es malmeteren dues columnes, i amb els fragments restants se'n va refer una destinada al museu lapidari instal·lat a la capella de Santa Àgata, però per les seves dimensionses es deixà a la intempèrie a la plaça del Rei, fins que el 1956 fou reintegrada amb les altres tres columnes conservades al seu lloc original.